# Emily Tosta

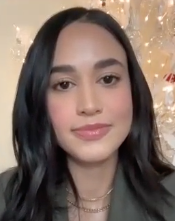
Emily Tosta, 2023

Emily Tosta (* 26. März 1998 in Santo Domingo) ist eine dominikanische Schauspielerin und Model. Bekanntheit erlangte sie durch ihre Rolle als Luisa in der Serie The Last Ship.

## Karriere
Tosta begann ihre Karriere als Model im Alter von sechs Jahren bei dem dominikanischen Magazin A la Moda. Mit acht Jahren stand sie erstmals als Schauspielerin im Musical Rattenfänger von Hameln auf der Bühne, in welchem sie eine Hauptrolle hatte. Daraufhin spielte sie in verschiedenen Musicals wie Alice im Wunderland, Cats und Like in Broadway mit.
Als Model stand Tosta unter anderem auf bei der Dominican Fashion Week auf dem Laufsteg.
Im Alter von 12 Jahren zog Tosta mit ihrer Familie nach Miami, woraufhin sie mehrere Rollen in Filmen und Serien erhielt. Anfang 2014 zog die Familie nach Los Angeles und Tosta bekam eine Rolle in der Serie The Last Ship. Seit 2018 spielt sie eine Nebenrolle in der Serie Mayans M.C..

## Filmografie
- 2013: Dama y Obrero (Fernsehserie, Folge 1x01)
- 2014: The Last Ship (Fernsehserie, Folge 1x05)
- 2017: Navy CIS: L.A. (NCIS: Los Angeles, Fernsehserie, Folge 8x06)
- 2017: Rosewood (Fernsehserie, Folge 2x21)
- 2018: Atlanta Medical (Fernsehserie, Folge 2x01)
- seit 2018: Mayans M.C. (Fernsehserie)
- 2020: Selfie Dad
- 2020: Party of Five (Fernsehserie, 10 Folgen)
- 2021: Willy’s Wonderland
- seit 2022: PBC (Fernsehserie)
- 2023: Holiday Twist
- 2023: How the Gringo Stole Christmas